# لوران برام
لوران برام (بالفرنسية: Laurent Bram)‏ مواليد 31 مارس 1984 في لوكسمبورغ، هو لاعب كرة مضرب بدأ مسيرته كمحترف سنة 2005 يلعب باليد اليمنى. أعلى تصنيف له في الفردي كان المركز الـ 996 في سنة 2006. أعلى تصنيف له في الزوجي كان المركز الـ 789 في سنة 2006.

## روابط خارجية
- لوران برام على موقع رابطة محترفي التنس (الإنجليزية)
- لوران برام على موقع الاتحاد الدولي لكرة المضرب (الإنجليزية)
- لوران برام على موقع كأس ديفيز (الإنجليزية)
- لوران برام على موقع خلاصة التنس.كوم (الإنجليزية)
- لوران برام على موقع إي إس بي إن.كوم (الإنجليزية)